# Воздушный мост (фильм, 1974)
«Воздушный мост» — советский фильм 1974 года, снятый на киностудии «Грузия-фильм» режиссёром Давидом Рондели по роману Нодара Цулейскири «История любви Зеснахе и Будзгурии».

## Сюжет
Зеснахе, юная девушка из грузинского села, решает вместе с школьным другом Будзгуриа, провалившимся на экзаменах в институт, ехать на стройку Ингурской ГЭС. На месте их устраивают в общежитие, подыскивают несложную работу. Зеснахе с интересом осваивает профессию оператора. А Будзгуриа недоволен тем, что его поставили разнорабочим, а потом всего лишь водителем. Он соблазняется легким, но доходным приработком, совершая «левые» рейсы и перевозя фрукты, несколько раз прогуливает смену, за что его увольняют с работы. Но любящая его Зеснахе, понимающая, что юноше нужна поддержка, вместе с ребятами заступается за Будзгуриу, и того восстанавливают на работе.

## В ролях
- Ия Нинидзе — Зеснахе
- Михаил Хвития — Будзгуриа
- Дато Жгенти — Нико
- Мераб Джафаридзе — Геги
- Леван Логуа — Арканиа
- Марина Лобышева-Ганчук — Лена
- Иван Макарчук — Иван Григорьевич
- Гиви Тохадзе — Ираклий
- Тамаз Гамкрелидзе — Шалва
- Али Исаев-Аварский — Ахвердови
- Ия Хобуа — Вардиса

## Критика
Журнал «Экран» писал, что этот фильм своей дидактичностью выглядит неубедительно даже в череде других, тоже малоудачных подобных фильмов, где авторы на фоне «производственного фильма» показывают взросление героя, но при этом всемерно упрощают реальность, облегчая, отсекая всё неоднозначное, требующее раздумий, а не подсказанных негативных реакций зрителя — герой фильма Будзгуриа «прочитан» авторами как бессловестный объект воспитательного воздействия, с характером «в лучших традициях отстающих пятиклассников»:

… такой инфатнилизм, что просто поразительно… больше часа умилений великовозрастным дитятей! «Проблема социализации» если представить, что авторов она хоть капельку интересовала, подменена констатацией факта: сначала красавица Зеснахе залепит Будзгурии увесистую пощечину за фруктовый рейс и глупую ревность, а потом простит и наградит за послушание целомудренным поцелуем на канатном воздушном мосту. … Да мы бы и не стали предъявлять героям «Воздушного моста» никаких серьёзных, тем более мировоззренческих ожиданий, не появляйся у них изредка более интересный, что ли, экранный ровесник.
Киновед Сергей Кудрявцев дал фильму оценку «5» по 10-бальной шкале.